# HD 167042
HD 167042 (HR 6817 / HIP 89047) es una estrella en la constelación del Dragón. De magnitud aparente +5,95, está situada a 163 años luz de distancia del sistema solar. En 2007 se anunció el descubrimiento de un planeta extrasolar en órbita alrededor de esta estrella.
HD 167042 es una gigante naranja de tipo espectral K1III con una temperatura superficial de 5010 K. Sin embargo, su radio, solo 4,4 veces más grande que el del Sol, y su luminosidad, 11 veces mayor que la luminosidad solar, parecen indicar que HD 167042 es en realidad una estrella subgigante, en donde el núcleo de helio no está lo suficientemente caliente para que se haya iniciado la transformación en carbono y oxígeno. Su edad se estima entre 1200 y 3200 millones de años.
HD 167042 posee una metalicidad algo mayor que la del Sol. Su velocidad de rotación proyectada, 1,5 km/s, implica que su período de rotación puede ser de hasta 146 días. Con una velocidad relativa respecto al Sol unas 5 veces más alta de lo habitual (67 km/s), puede tratarse de una estrella proveniente de otra región de la galaxia.

## Sistema planetario
El planeta descubierto alrededor de la estrella, HD 167042 b, tiene una masa mínima 1,6 veces mayor que la masa de Júpiter. Se mueve en una órbita prácticamente circular a 1,30 UA de la estrella —un 30% más de la distancia que separa la Tierra del Sol—, siendo su período orbital de 416,1 días (1,14 años).
| Acompañante (En orden desde la estrella) | Masa (MJ) | Período orbital (días) | Semieje mayor (UA) | Excentricidad |
| ---------------------------------------- | --------- | ---------------------- | ------------------ | ------------- |
| HD 167042 b                              | > 1,6     | 416,1                  | 1,30               | 0,03          |